# Śmieciuchówka
Śmieciuchówka – wieś w Polsce położona w województwie podlaskim, w powiecie suwalskim, w gminie Przerośl.
| SIMC    | Nazwa     | Rodzaj    |
| ------- | --------- | --------- |
| 0766044 | Siedliska | część wsi |

Wieś królewska starostwa niegrodowego przeroskiego położona była w końcu XVIII wieku w powiecie grodzieńskim województwa trockiego. W latach 1975–1998 miejscowość administracyjnie należała do województwa suwalskiego.